# パックンフラワー
パックンフラワー（英：Piranha Plant）は、任天堂が発売したコンピュータゲームソフトのシリーズ、マリオシリーズに登場する架空のキャラクターで、同社の登録商標（第6068434号ほか）。

## 概要
クッパの魔法によって意思を持った怖い人喰い植物で、普段は土管の中に潜んでいる。口を上に向けて土管から現れるため基本的に踏むことはできず、ファイアボールや無敵状態などのアクションで倒すことができる。作品によっては土管にとどまらず、地面などに生えている個体もある。
一部の例を除き、基本的にマリオやルイージが土管の横または上に立つと出てこられなくなる。また、パックンフラワーが潜んでいても問題無く入れる土管が存在する。
パックンフラワーは下向きや横向きの土管から出てくることもあり、このうち、前者は「逆さパックン」、後者は「横パックン」と呼ばれることがある。

## デザイン
初登場となる『スーパーマリオブラザーズ』および『スーパーマリオブラザーズ2』では緑色を基調に黄色の斑点がありゲーム内では唇が無いデザインだった。現在に続く白い唇を持ち赤色に白斑点の模様を持つパックンフラワーは『スーパーマリオブラザーズ3』から登場した。
捕虫器官の唇にあたる部分は、唇の描かれたデザインが初出となる『3』では白色、ワールド4「巨大の国」に登場する個体については橙色をしている。『スーパーマリオ64』以降のNINTENDO 64時代は茎と同じ緑色となっていた。ニンテンドー ゲームキューブ『マリオパーティ4』『スーパーマリオサンシャイン』でマリオキャラクターのCGモデルが一新されたのに合わせ、再び白色に戻った。緑の唇はボスパックンと彼に似ているディノパックンに引き継がれた。

## 歴史
『スーパーマリオブラザーズ』で初登場。『スーパーマリオブラザーズ2』に登場した赤いパックンフラワーは通常種と異なり、マリオやルイージが土管の横に立っても出てくる。
『スーパーマリオワールド』では、後述のピーパックンがあらゆるステージで登場するが、通常のパックンフラワーはバニラドームのコース3のみしか登場しない。裏ワールドではハロウィンのジャック・オー・ランタンのような姿になる。
『スーパーマリオ ヨッシーアイランド』では、普段は小さいが、近づくと巨大化して口をバクバクさせる。タマゴを命中させることで倒すことが可能。土管からではなく、地面から生えているパターンは本作が初出となり、その後のシリーズにも影響を与えている。
『スーパーマリオ64』では、鼻ちょうちんを出して寝ており、近くで音をたてると起きて暴れる。なお、寝ている隙にそっと近づいて直接攻撃すると青コインを出す。
『スーパーマリオRPG』では、敵でないパックンフラワーが登場する。マリオが話しかけると女口調で喋る。『スーパーマリオRPG』のコマーシャルでは、女性の声で歌いながら3匹で宣伝する。
『マリオストーリー』では口を横に向ける種がおり、踏んで倒すこともできる（初代『マリオパーティ』にもパックンフラワーを踏んで倒すミニゲームがある）。『ペーパーマリオRPG』以降では再び一律して上を向くようになったが、『New スーパーマリオブラザーズ』では地面から生えているものは口が横向きになり、『スーパーマリオギャラクシー』以降の3Dマリオ作品では全て横向きタイプとなり、近づくとマリオに噛みつこうとするようになった。この際、再び踏んで倒せるようになっている。また、土管に潜むタイプも、常時顔を出すようになった。なお、『ペーパーマリオRPG』におけるパックンフラワーは、初登場したステージに合わせ、カラーリングがモノクロになっている。
「マリオカートシリーズ」ではほとんどの作品に障害物として登場している。『マリオカートアドバンス』までは地面から生えていてその場から動かず、触れなければマシンはスピンしない。『マリオカート ダブルダッシュ!!』からはコース脇の土管から生えるタイプも登場し、こちらはマシンが近付くとかみついてきて、かみつかれたマシンは転倒する。『マリオカート8』『マリオカート8 デラックス』ではアイテムとしても登場。使用するとマシンの前方に一定時間パックンフラワーが現れ、近くのコインを回収したり、ライバルマシンが近付くと攻撃して転倒させる。『マリオカート ワールド』ではシリーズで初めてプレイアブルキャラクターになった。
『ゼルダの伝説 夢をみる島』、『ソニック ロストワールド』にもゲストとして登場している。
『大乱闘スマッシュブラザーズシリーズ』では対戦ステージのギミックなどで出演しているほか、『大乱闘スマッシュブラザーズ SPECIAL』では期間限定の早期購入特典（期間終了後に有料DLC化）として、ファイターとしても登場。通常種のパックンフラワーがプレイアブルキャラクターとして登場するのは本作が初となる。植木鉢（または土管）に入った状態で移動し、シューリンガンを吹く、毒を吐くといった、各作品での能力を集約した形での登場となる。同シリーズのディレクターを務める桜井政博は、ニンテンドードリームとのインタビューの中で『スマブラSP』に早期購入特典という形で本キャラクターをプレイアブル化した理由として、知名度や原作における技の多様性を挙げ、さらに「[前略]『販売するキャラクター』としてパックンフラワーが1体、というのはさすがにいろいろ考えちゃうところはありますけど、おまけの1体として割り切ってもらえるなら、いろいろとこねくり回すこともできますし。」とも話している。

## 登場作品
- スーパーマリオコレクション
  - スーパーマリオブラザーズ
    - スーパーマリオブラザーズデラックス
    - ファミコンミニ01 スーパーマリオブラザーズ

  - スーパーマリオブラザーズ2
    - ファミコンミニディスクシステムセレクション21 スーパーマリオブラザーズ2

  - スーパーマリオブラザーズ3
    - スーパーマリオアドバンス4
- スーパーマリオワールド
  - スーパーマリオアドバンス2
- New スーパーマリオブラザーズ
- New スーパーマリオブラザーズ Wii
- New スーパーマリオブラザーズ 2
- New スーパーマリオブラザーズ U
- スーパーマリオメーカー
- スーパーマリオメーカー2
- スーパーマリオランド
- スーパーマリオランド2 6つの金貨
- スーパーマリオ64
  - スーパーマリオ64DS
- スーパーマリオサンシャイン
- スーパーマリオギャラクシー
- スーパーマリオギャラクシー2
- スーパーマリオ 3Dランド
- スーパーマリオ 3Dワールド
- スーパーマリオ オデッセイ
- スーパーマリオRPG
- マリオストーリー
- ペーパーマリオRPG
- スーパーペーパーマリオ
- ペーパーマリオ スーパーシール
- ペーパーマリオ カラースプラッシュ
- マリオ&ルイージRPG
- マリオ&ルイージRPG2
- マリオ&ルイージRPG3!!!
- マリオカートシリーズ
- マリオパーティシリーズ（マリオパーティ4を除く）
- マリオゴルフ ファミリーツアー
- マリオゴルフ GBAツアー
- マリオテニス64
- マリオテニスGC
- スーパーマリオスタジアム ミラクルベースボール
- スーパーマリオスタジアム ファミリーベースボール
- マリオバスケ 3on3
- マリオパーティシリーズ
- ヨッシーのたまご
- ヨッシーのクッキー
  - NINTENDOパズルコレクション ヨッシーのクッキー
- スーパーマリオ ヨッシーアイランド
  - スーパーマリオアドバンス3
- ヨッシーアイランドDS
- ヨッシーストーリー
- ヨッシーの万有引力
- キャッチ!タッチ!ヨッシー!
- スーパープリンセスピーチ
- いただきストリートDS
- ニンテンドウオールスター!大乱闘スマッシュブラザーズ
- 大乱闘スマッシュブラザーズX
- マリオ&ソニック AT バンクーバーオリンピック
- ゼルダの伝説 夢をみる島
- キャプテン★レインボー
- ソニック ロストワールド
- 大乱闘スマッシュブラザーズ SPECIAL[注釈 3]。